# Plužina
Plužina je název užívaný pro všechny pozemky patřící k vesnici a využívané k zemědělským aktivitám. Plužina je jedním ze základních pojmů užívaných v dějinách středověkého osídlení.
Dle tvaru se rozlišuje:
- plužina bloková (úseková), něm. Blockflur – půda je rozdělena do nepravidelných bloků o zhruba stejných rozměrech
- plužina traťová, něm. Gewannflur – půda je rozdělena do několika celků, které jsou dále děleny na úzké parcely; tyto jednotky jsou bez přímého vztahu k usedlosti.
- plužina záhumenicová (pásová) – půda je rozdělena do dlouhých pásů napříč katastrálním územím

Na tvar plužin mělo vliv několik skutečností. Reliéf je ovlivňován především přírodním prostředím. Tvar plužiny ovlivňuje charakter orebního nářadí, systém obdělávání (pásová plužina je spojována trojpolním systémem) a majetkové vztahy.
Rekonstrukce původních plužin probíhá na základě pramenů písemných (katastrální plány z 19. století, předregulační plány polí z 18. století, výjimečně i mapy ze 16. století), dále za pomoci leteckého snímkování, specializovaného archeologického výzkumu nebo nověji metody pedologického sondování (založená na faktu, že tloušťka humusu je přímo úměrná době zemědělské kultivace).

## Vývoj plužiny od pravěku
Nejstarší datovaná pravěká pole byla objevena v 1. polovině 20. století v Anglii a v severských zemích. Až později došlo k podobným nálezům v jižněji položených oblastech. Nejstarší plužiny byly nevelké a ne příliš pravidelné plochy ohraničené kamením nebo nízkými valy (něm. Zellflur) roztroušené v lesích. Tyto nejstarší plužiny pocházejí snad až z doby bronzové a používá se pro ně zjednodušující označení keltská pole.
Na tyto nejstarší plužiny navazuje plužina bloková (někdy v literatuře i jako plužina komorová, něm. Kammerflur), která se do značné míry podobá britským keltským polím (celtic fields). Objevila se někdy v laténu. Ještě později vznikají tzv. stupňovitá pole, což jsou vlastně terasy uspořádané v pásech asi 8 metrů širokých a 200 metrů dlouhých. Většinou se objevovala v místech, kde dříve byly komorové plužiny. Protože šířka těchto plužin je vzácně jednotná, uvažuje se o nějaké rozšířené míře, podle které byla šířka polí určována.
Blokové plužiny a stupňovitá pole se nacházejí především na zalesněných svazích a na základě těchto nálezů by se zdálo, že nebyly obsazeny nejúrodnější půdy v údolích a nížinách. Dnes se většina zainteresovaných odborníků přiklání k názoru, že se podařilo zachytit jen okrajové části původních plužin. Nadále zůstává otázka, zda obsazení z hlediska úrodnosti druhotných poloh znamená, že byly plně obsazeny nejúrodnější oblasti.
Na počátku vrcholného středověku se pod vlivem zdokonalené technologie (objevuje se těžký pluh) přešlo na pásovou plužinu. Od středověku do 19. století prošla plužina intenzivním vývojem, protože podléhala majetkovým změnám. Je proto velmi těžké rekonstruovat podobu polností v okolí vesnic ve starších dobách.

## Dějiny bádání
Největší zájem o studium vývoje plužin v minulosti byl v Německu a v Anglii. V Německu mělo bádání specifický vývoj, protože se dlouho snažili odvodit z tvaru plužiny etnickou příslušnost zde usídleného obyvatelstva (podobně tomu vlastně bylo ve Velké Británii, kdy nejstarší bloková plužina dostala název celtic fields – byla spojována výhradně s prehistorickými Kelty). V Německu se dlouho uvažovalo, že bloková plužina (tzv. okrouhlice) je spojená se slovanským obyvatelstvem a traťová plužina (předpokládající vyspělejší technologii těžkého pluhu a také tvar sídliště typický pro kolonizační aktivity) s německým. Základ těmto představám daly práce Augusta Meitzena (1822-1910). Až s intenzivním archeologickým výzkumem po druhé světové válce se zjistilo, že na sídlištích s blokovou plužinou se nenachází žádná slovanská keramika a osady vznikly až ve 13. století. V Čechách byl uznávaným odborníkem v této oblasti Ervín Černý, jehož publikace "Výsledky výzkumu zaniklých středověkých osad a jejich plužin: historicko-geografická studie v regionu Drahanské vrchoviny" je uznávaným metodologickým základem výzkumu plužin i v současnosti.